# Гольтерман, Юлиус
Иоганн Август Юлиус Гольтерман (нем. Johann August Julius Goltermann; 25 июля 1825 года, Гамбург, — 4 апреля 1876 года, Штутгарт) — немецкий виолончелист.

## Биография
Иоганн Гольтерман родился в Гамбурге. В детстве занимался под руководством Бернхарда Ромберга, затем учился  игре на виолончели в Дрездене у Фридриха Августа Куммера. Некоторое время был первой виолончелью Гамбургской оперы, затем в 1850—1862 гг. жил и работал в Праге. В качестве ансамблевого исполнителя принимал участие в премьере Фортепианного трио Бедржиха Сметаны Op. 15 3 декабря 1855 года (со скрипачом Антоном Бенневицем и автором в партии фортепиано). Преподавал в Пражской консерватории, где среди его учеников были Алоис Неруда, Людвиг Эберт и Давид Поппер, позднее посвятивший Гольтерману свой первый виолончельный концерт Op. 8. В 1862—1870 гг. первая виолончель Штутгартского придворного оркестра. Он вышел на пенсию в 1870 году.
Приписываемые некоторыми источниками Юлиусу Гольтерману оригинальные композиции для виолончели в действительности принадлежат его однофамильцу Георгу Гольтерману.